# 桃さんぽ
『桃さんぽ』（ももさんぽ　英文：Momosanpo by Kana Momonogi）は、エンタ!959で放送されていたバラエティ番組、旅番組である。

## 番組概要
AV女優でアイドルグループ・恵比寿★マスカッツのメンバーである桃乃木かなの初冠番組。大食いを趣味にする桃乃木が各地を街歩きをし、おいしいものを探しに行く。2016年10月17日にスタートし、翌月からPigooオンデマンドでも配信開始。原則第三月曜日に初回放送。初回キャッチフレーズは「美味しいものを求めて桃ちゃんとお散歩しよっ」。タイトルロゴは「桃さんぽ」のみだが、ロゴの上に「桃乃木かな街歩きバラエティ」が足される場合もある。
2020年5月16日放送分で最終回となった。

## 出演者
MC
- 桃乃木かな

進行役。一人しゃべりが苦手なため、番組ではかしこまった口調である。不定期でAV女優がゲストとして参加。2017年5月以降は原則ゲストが加わっている。ゲスト参加の場合も冒頭2分ほどは手持ちカメラでフリートークを行う。
最後に訪れた店舗で大食いチャレンジすることが多く、DVDなどにまとめられる際は特典として、ノー編集の大食いチャレンジが収められている。

## 放送リスト
| 放送回 | 初回放送日      | 訪問地                                                   | ゲスト               |
| ------ | --------------- | -------------------------------------------------------- | -------------------- |
| #1     | 2016年 10月17日 | 谷中商店街                                               |                      |
| #2     | 11月16日        | 中野ブロードウェイ                                       | 三上悠亜             |
| #3     | 12月17日        | 東京タワー                                               |                      |
| #4     | 2017年 1月16日  | 今戸神社                                                 |                      |
| #5     | 2月18日         | 上野アメ横商店街                                         |                      |
| #6     | 3月18日         | スカパー授賞式＆桃さんぽ公開収録                         |                      |
| #7     | 4月17日         | 下北沢                                                   | 湊莉久               |
| #8     | 5月17日         | 栃木・那須高原                                           | 辻本杏               |
| ♯9     | 6月17日         | 栃木・那須高原                                           | 辻本杏               |
| #10    | 7月16日         | 栃木・那須高原                                           | 辻本杏               |
| #11    | 8月18日         | 伊豆修善寺                                               | 橋本ありな           |
| #12    | 9月17日         | 伊豆修善寺                                               | 橋本ありな           |
| #13    | 10月16日        | 沼津港深海水族館                                         | 橋本ありな           |
| #14    | 11月17日        | 山梨県・豊玉園、カチカチ山ロープウェイ                   | 羽咲みはる           |
| #15    | 12月16日        | 河口湖体験工房クラフトパーク                             | 羽咲みはる           |
| #16    | 2018年 1月16日  | 横浜中華街                                               | 相沢みなみ           |
| #17    | 2月16日         | 横浜中華街                                               | 相沢みなみ           |
| #18    | 3月16日         | BD発売記念トークライブ                                   | 羽咲みはる           |
| #19    | 4月16日         | 新江ノ島水族館                                           | 桐谷まつり           |
| #20    | 5月18日         | 江島神社ほか江の島各所                                   | 桐谷まつり           |
| #21    | 6月16日         | 伊豆アニマルキングダム                                   | きみと歩実           |
| #22    | 7月16日         | 怪しい少年少女博物館、伊豆ぐらんぱる公園                 | きみと歩実           |
| #23    | 8月18日         | 小樽三角市場、小樽イルポンテ                             | 椎名そら             |
| #24    | 9月17日         | 北竜町ひまわりの里、ファームズ千代田、とみたメロンハウス | 椎名そら             |
| #25    | 10月15日        | BD発売記念トークライブ                                   | 桐谷まつり           |
| #26    | 11月16日        | 新大久保コリアタウンめぐり                               | 市川まさみ           |
| #27    | 12月17日        | BRAVEPOINT台場店                                         | 市川まさみ           |
| #28    | 2019年 1月16日  | 浅草寺で初詣                                             | 小倉由菜             |
| #29    | 2月16日         | 浅草歩き後編                                             | 小倉由菜             |
| #30    | 3月16日         | Momo Live 2019 in January録画中継                        |                      |
| #31    | 7月16日         | 過去の放送を見ながらのトークライブ                       | 椎名そら、相沢みなみ |
| #32    | 9月17日         | 西武秩父駅前温泉祭の湯、羊山公園芝桜の丘                 | 波多野結衣           |
| #33    | 10月16日        | いちご狩り富田農園、ちちぶ銘仙館                         | 波多野結衣           |
| #34    | 11月16日        | 池袋で天空VR体験、天空のオアシスで水族館デート           | 並木塔子             |
| #35    | 12月17日        | 特別編・桃ちゃんのお料理修行                             | 並木塔子             |
| #36    | 2020年 1月18日  | 「桃さんぽVol.6」発売記念トークライブ                    | 小倉由菜 唯井まひろ  |
| #37    | 2月16日         | トークライブ後編                                         | 小倉由菜 唯井まひろ  |
| #38    | 3月17日         | 京都編                                                   | 唯井まひろ           |
| #39    | 4月18日         | 京都編後編                                               | 唯井まひろ           |
| #40    | 5月16日         | 京都最終編                                               | 唯井まひろ           |

## スタッフ
- 監督：高橋慎
- 制作著作：つくばテレビ

## 音楽

### 挿入歌
- 「treasures」作詞作曲：CHAMI　歌：和田直華（ナッシュミュージックライブラリー）2018年まで

## 関連商品

### DVD
- Vol.1　2016年10月～2017年1月放送分収録　訪問地 ‐ 谷中銀座商店街、中野ブロードウェイ、今戸神社、東京タワー

### Blu-ray
- Vol.2　2017年2月～2017年7月放送分収録　訪問地 ‐ アメ横商店街、下北沢商店街、那須塩原温泉
- Vol.3　2017年8月～2018年2月放送分収録　訪問地 ‐ 修善寺温泉、沼津港、河口湖、横浜中華街
- Vol.4　2018年3月～2018年7月放送分収録　訪問地 ‐ 江の島、伊豆
- Vol.5　2018年8月～2018年12月放送分収録
- Vol.6　2019年1月、7月～10月放送分収録
- Vol.7　2019年11月、12月、2020年1月～5月放送分収録